# Йоланта Шиманек-Дереш
Йоланта Дорота Шиманек-Дереш (пол. Jolanta Dorota Szymanek-Deresz; 12 липня 1954 — 10 квітня 2010) — польська юристка і політична діячка. Депутат Сейму V і VI скликань. Голова президентської адміністрації за часів президентства Александра Кваснєвського.
Шиманек-Дереш народилася в місті Пшедбуж. Була обрана до Сейму 25 вересня 2005, отримавши 9723 голосів в 16-му виборчому окрузі, як представник партії Союз демократичної лівиці.
10 квітня загинула в авіакатастрофі разом з президентом Лехом Качинським та іншими членами делегацією, що мала взяти участь у вшануванні пам'яті жертв Катинського розстрілу.